# Gymnastiek op de Olympische Zomerspelen 2020 – Sprong mannen
De Sprong voor de Mannen op de Olympische Zomerspelen 2020 in Tokio vond plaats op 25 juli (kwalificatie) en op 1 augustus (finale). De Zuid-Koreaan Shin Jea-hwan won de Olympische medaille, het zilver was voor Denis Abljazin, en de Armeen Artur Davtyan behaalde de bronzen medaille. 

## Format
Alle deelnemende turnsters moesten een kwalificatie-oefening turnen. De beste acht deelnemers gingen door naar de finale. Echter mochten er maximaal twee deelnemers per land in de finale komen. De scores van de kwalificatie werden bij de finale gewist, en alleen de scores die in de finale gehaald werden, telden.

## Uitslag
- D = D-Score; de moeilijkheidsgraad van de oefening
- E = E-score; de uitvoeringsscore van de oefening
- Straf; straffen die zijn gegeven door de jury
- Totaal; D-score + E-score - straf geeft de totaalscore
- De einduitslag werd gebaseerd op een gemiddeld van de twee sprongen.

### Kwalificatie
| Rang | Gymnast        | Gymnast | Sprong 1 | Sprong 1 | Sprong 1 | Sprong 1 | Sprong 2 | Sprong 2 | Sprong 2 | Sprong 2 | Totaal |    |
| Rang | Gymnast        | Gymnast | D        | E        | Straf    | Score 1  | D        | E        | Straf    | Score 2  | Totaal |    |
| ---- | -------------- | ------- | -------- | -------- | -------- | -------- | -------- | -------- | -------- | -------- | ------ | -- |
| 1    | Shin Jea-hwan  | KOR     | 6.0      | 9.100    |          | 15.100   | 5.6      | 9.033    |          | 14.633   | 14.866 | Q  |
| 2    | Artur Davtyan  | ARM     | 5.6      | 9.133    |          | 14.733   | 5.6      | 9.400    |          | 15.000   | 14.866 | Q  |
| 3    | Nikita Nagorny | ROC     | 5.6      | 9.100    |          | 14.700   | 5.6      | 9.266    |          | 14.866   | 14.783 | Q  |
| 4    | Adem Asil      | TUR     | 6.0      | 9.100    |          | 15.100   | 5.6      | 8.833    |          | 14.433   | 14.766 | Q  |
| 5    | Denis Abljazin | ROC     | 5.6      | 9.300    |          | 14.900   | 5.6      | 8.966    |          | 14.566   | 14.733 | Q  |
| 6    | Carlos Yulo    | PHI     | 5.6      | 9.166    |          | 14.766   | 5.6      | 9.058    |          | 14.658   | 14.712 | Q  |
| 7    | Caio Souza     | BRA     | 5.6      | 9.000    |          | 14.600   | 5.6      | 9.200    |          | 14.800   | 14.700 | Q  |
| 8    | Ahmet Önder    | TUR     | 5.2      | 9.133    |          | 14.333   | 5.6      | 9.000    |          | 14.600   | 14.466 | Q  |
| 9    | Yang Hak-seon  | KOR     | 5.6      | 9.266    |          | 14.866   | 6.0      | 7.966    | 0.100    | 13.866   | 14.366 | R1 |
| 10   | Kim Han-sol    | KOR     | 5.6      | 8.933    | 0.300    | 14.233   | 5.2      | 9.233    |          | 14.433   | 14.333 | –  |
| 11   | Lee Jun-ho     | KOR     | 5.6      | 8.833    |          | 14.433   | 5.2      | 9.033    |          | 14.233   | 14.333 | –  |
| 12   | Shek Wai Hung  | HKG     | 6.0      | 9.016    | 0.300    | 14.716   | 6.0      | 7.933    | 0.100    | 13.833   | 14.274 | R2 |
| 13   | Nicolau Mir    | ESP     | 5.6      | 8.566    | 0.300    | 13.866   | 5.2      | 9.200    |          | 14.400   | 14.133 | R3 |

Reserve
- Yang Hak-seon  KOR
- Shek Wai Hung  HKG
- Nicolau Mir  ESP

### Finale
| Rang   | Gymnast        | Gymnast | Sprong 1 | Sprong 1 | Sprong 1 | Sprong 1 | Sprong 2 | Sprong 2 | Sprong 2 | Sprong 2 | Totaal |
| Rang   | Gymnast        | Gymnast | D        | E        | Straf    | Score 1  | D        | E        | Straf    | Score 2  | Totaal |
| ------ | -------------- | ------- | -------- | -------- | -------- | -------- | -------- | -------- | -------- | -------- | ------ |
| Goud   | Shin Jea-hwan  | KOR     | 6.0      | 8.833    | 0.100    | 14.733   | 5.6      | 9.233    |          | 14.833   | 14.783 |
| Zilver | Denis Abljazin | ROC     | 5.6      | 9.166    |          | 14.766   | 5.6      | 9.200    |          | 14.800   | 14.783 |
| Brons  | Artur Davtyan  | ARM     | 5.6      | 9.200    |          | 14.800   | 5.6      | 9.166    | 0.100    | 14.666   | 14.733 |
| 4      | Carlos Yulo    | PHI     | 5.6      | 9.066    | 0.100    | 14.566   | 5.6      | 9.266    |          | 14.866   | 14.716 |
| 5      | Nikita Nagorny | ROC     | 5.6      | 9.233    |          | 14.833   | 5.6      | 9.000    |          | 14.600   | 14.716 |
| 6      | Adem Asil      | TUR     | 6.0      | 9.266    |          | 15.266   | 5.6      | 8.033    |          | 13.633   | 14.449 |
| 7      | Ahmet Önder    | TUR     | 5.2      | 8.633    |          | 13.833   | 5.2      | 9.100    |          | 14.300   | 14.066 |
| 8      | Caio Souza     | BRA     | 5.6      | 8.866    |          | 14.466   | 5.2      | 7.700    |          | 12.900   | 13.683 |

1896: Carl Schuhmann ·
1904: Anton Heida, George Eyser ·
1924: Frank Kriz ·
1928: Eugen Mack ·
1932: Savino Guglielmetti ·
1936: Alfred Schwarzmann ·
1948: Paavo Aaltonen ·
1952: Viktor Tsjoekarin ·
1956: Helmut Bantz, Valentin Moeratov ·
1960: Takashi Ono, Boris Sjachlin ·
1964: Haruhiro Yamashita ·
1968: Mikhail Voronin ·
1972: Klaus Köste ·
1976: Nikolaj Andrianov ·
1980: Nikolaj Andrianov ·
1984: Lou Yun ·
1988: Lou Yun ·
1992: Vitali Tsjerbo ·
1996: Aleksej Nemov ·
2000: Gervasio Deferr ·
2004: Gervasio Deferr ·
2008: Leszek Blanik ·
2012: Yang Hak-seon ·
2016: Ri Se-gwang ·
2020: Shin Jea-hwan ·
2024: Carlos Yulo